# Referendum w Szwajcarii w 2009 roku (listopad)
Referendum w Szwajcarii w listopadzie 2009 roku – referendum przeprowadzone w Szwajcarii 29 listopada 2009, w którym obywatele głosowali w trzech różnych sprawach. W wyniku referendum wyborcy poparli wprowadzenie zakazu budowy minaretów i przeznaczenie podatków od paliw lotniczych na potrzeby lotnictwa oraz sprzeciwili się wprowadzeniu zakazu eksportu broni.

## Organizacja i przedmiot referendum
Przedmiotem referendum były trzy kwestie:
1. zakaz wznoszenia minaretów w szwajcarskich meczetach
2. zakaz eksportu broni i materiałów zbrojeniowych, z wyjątkiem systemów odminowujących oraz służących obronie cywilnej
3. przeznaczanie wpływów z podatków od paliw lotniczych wyłącznie na potrzeby przemysłu lotniczego

### Referendum w sprawie budowy minaretów
Z inicjatywą zorganizowania referendum w sprawie zakazu budowy minaretów wyszła w 2007 Szwajcarska Partia Ludowa (SVP). Argumentowała ona, że minarety symbolizują ideologiczny sprzeciw wobec szwajcarskiego porządku prawnego i postępującą islamizację kraju. W 2008 w ramach akcji "stop minaretom" SVP zebrała ponad 113 tysięcy podpisów w sprawie organizacji referendum w tej kwestii. Według jednego z inicjatorów akcji minarety "symbolizowały pragnienie władzy oraz islam, zmierzający do ustanowienia prawnego i społecznego porządku zasadniczo sprzecznego z wolnościami zagwarantowanymi w konstytucji". W Szwajcarii żyje ok. 400 tys. muzułmanów, głównie Turków, Bośniaków i Albańczyków. Rząd oraz większość partii politycznych opowiedzieli się przeciw organizacji referendum i nie poparli postulatów SVP.

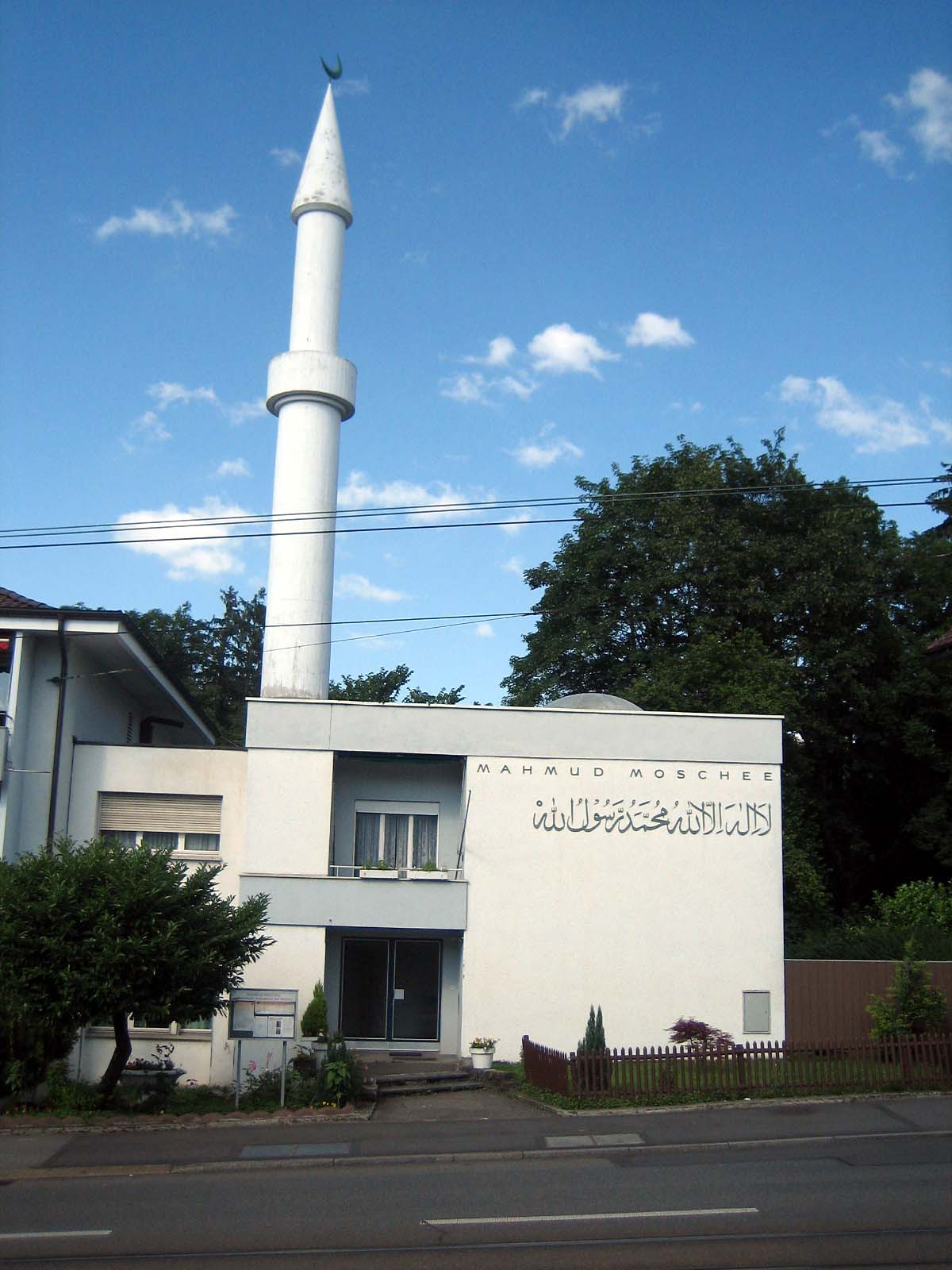
Meczet w Zurychu.

Minister spraw zagranicznych Micheline Calmy-Rey określiła inicjatywę jako "niebezpieczną dla polityki zagranicznej i stosunków Szwajcarii z innymi państwami". Zaznaczyła, że może się ona przyczynić do pogorszenia stosunków z państwami muzułmańskimi. Parlament Szwajcarii orzekł, że propozycje ograniczają zagwarantowaną w konstytucji wolność religijną oraz naruszają Europejską Konwencję Praw Człowieka. Szwajcarska Rada Religii, skupiająca chrześcijańskich, żydowskich i muzułmańskich przywódców religijnych, wystąpiła przeciw tej inicjatywie i wezwała do jej odrzucenia, stwierdzając, że utrudnia ona dialog międzyreligijny, a obowiązujące przepisy budowlane wystarczająco regulują kwestię wznoszenia minaretów. W sondażach z września i października 2009 za zakazem opowiadało się ok. 34-35%, a przeciw ok. 51-53%% respondentów.
W czasie kampanii referendalnej SVP głosiła, że minarety są "włóczniami islamu i symbolem niechęci do integracji". Do głosowania za zakazem wzywała poprzez rozpowszechnianie kontrowersyjnych plakatów, ukazujących szwajcarską flagę z wyrastającymi z niej czarnymi minaretami oraz na pierwszym planie kobietę w burce. Lokalne władze Bazylei, Lozanny, Fryburga i Yverdon zakazały ich rozwieszania, a władze Zurychu, Lucerny, Genewy i St. Gallen potępiły ich treść, zarzucając im szerzenie rasizmu. W Szwajcarii do czasu referendum wzniesiono cztery meczety z minaretami (na 150 istniejących).

### Referendum w sprawie eksportu broni
Referendum w sprawie zakazu eksportu broni i materiałów zbrojeniowych, z wyjątkiem systemów odminowujących oraz służących obronie cywilnej, zostało zorganizowane z inicjatywy lewicowych partii politycznych i organizacji pozarządowych. Opowiedziały się one za wprowadzeniem zakazu z powodów moralnych i ze względu na niehumanitarne cele, jakim może służyć broń. Postulowały jednocześnie przeznaczenie funduszy przeznaczanych dotychczas na wojsko na cele edukacyjne, opiekę zdrowotną oraz pomoc zagraniczną. Szwajcarski rząd zajął negatywne stanowisko w kwestii wprowadzenia zakazu, oświadczając, że może on spowodować likwidację 5,1 tys. miejsc pracy, doprowadzić do upadku przemysłu zbrojeniowego i zwiększyć zależność kraju od podmiotów zagranicznych w sytuacjach kryzysowych. Według sondaży z października 2009, za wprowadzeniem zakazu opowiadało się 41%, a przeciw 44% respondentów.

### Referendum w sprawie podatków od paliw lotniczych
Inicjatywę zorganizowania referendum w kwestii podatków od paliw lotniczych podjęły prawicowe i centroprawicowe partie polityczne. Zaproponowały one przeznaczenie dochodów podatkowych z paliw lotniczych używanych do lotów krajowych wyłącznie na potrzeby przemysłu lotniczego, sprzeciwiając się przeznaczaniu ich części na przemysł drogowy i transportowy. SVP argumentowała, że przesunięcie środków ma służyć poprawie bezpieczeństwa, konkurencyjności i modernizacji lotnisk, a przez to wspieraniu regionalnego wzrostu gospodarczego. Według sondaży z października 2009 za propozycją przesunięcia dochodów podatkowych opowiadało się 42%, a przeciw 26% respondentów.

## Wyniki referendum i reakcje

### Referendum w sprawie budowy minaretów

Wyniki referendum w sprawie budowy minaretów według kantonów.

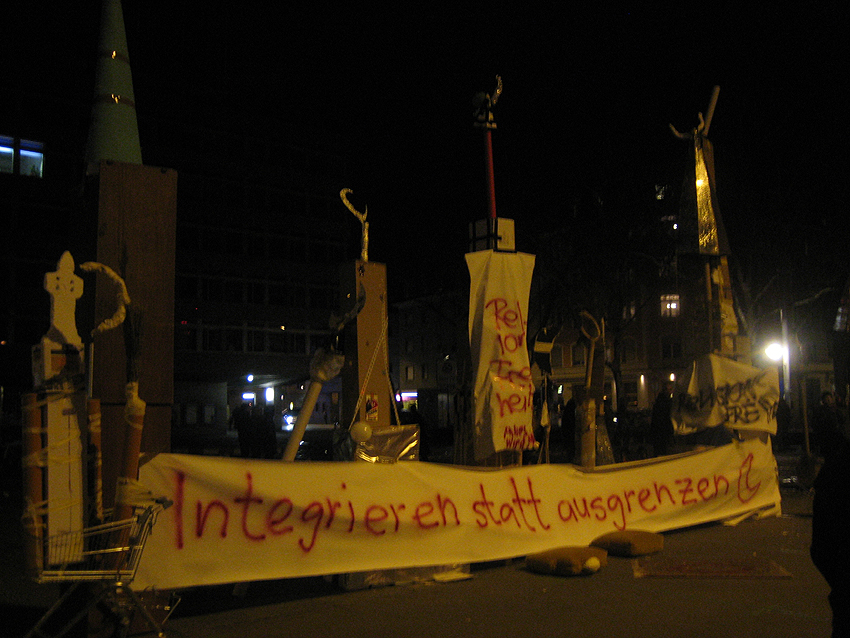
Demonstracja przeciwników zakazu budowy minaretów w Zurychu, 29 listopada 2009.

29 listopada 2009, wbrew wcześniejszym sondażom, za wprowadzeniem zakazu budowy minaretów opowiedziało się 57,5% głosujących. Przeciwko takiemu rozwiązaniu głosowały jedynie 4 z 26 kantonów. Frekwencja wyborcza wyniosła 53,4%.
Rząd, od początku przeciwny ustanowieniu zakazu, ogłosił, iż uszanuje wolę mieszkańców i "w konsekwencji budowa minaretów będzie zakazana". Oznacza to konieczność wprowadzenia poprawek do art. 72 konstytucji. Minister sprawiedliwości Eveline Widmer-Schlumpf stwierdziła, że wynik referendum wskazuje na obawy społeczeństwa przed islamskim fundamentalizmem. Powiedziała, że tego rodzaju zakaz nie jest jednak sposobem na zwalczanie tendencji ekstremistycznych. Zapewniła przy tym szwajcarskich muzułmanów, że decyzja obywateli nie stanowi "odrzucenia muzułmańskiej społeczności, religii i kultury". Politycy przeciwni zakazowi wyrazili obawy o wizerunek Szwajcarii w świecie i pogorszenie relacji ze państwami islamu. Wskazywali na możliwość bojkotu szwajcarskich towarów oraz wycofywanie aktywów zgromadzonych w szwajcarskich bankach.
Przewodniczący SVP, Toni Brunner, stwierdził, że Szwajcarzy jasno odrzucili ideę równoległych społeczeństw i dalszą ekspansję islamu. Powiedział, że ludzie osiedlający się w Szwajcarii muszą zdać sobie sprawę z tego, że nie mogą przychodzić do pracy w chuście, czy uzyskiwać zwolnień z lekcji pływania.
Organizacja Amnesty International stwierdziła, że wynik głosowania stanowi naruszenie wolności religijnej i może być unieważniony przez szwajcarski sąd najwyższy lub Europejski Trybunał Praw Człowieka. Stolica Apostolska poparła oświadczenie Konferencji Biskupów Szwajcarskich krytykujące referendum za potęgowanie "problemów współistnienia różnych religii i kultur". Referendum wywołało reakcję europejskich polityków. Minister spraw zagranicznych Francji Bernard Kouchner wyraził zaskoczenie decyzją Szwajcarów, nazywając ją "przejawem nietolerancji" i wezwał do jej rychłego uchylenia. Skrajnie prawicowi politycy we Francji (Front Narodowy), Belgii, Holandii (Partia Wolności) i Włoszech (Liga Północna) poparli wprowadzenie zakazu i wezwali władze swoich krajów do rozważenia wprowadzenia podobnych rozwiązań.
Organizacje islamskie w Szwajcarii skrytykowały przeprowadzenie referendum i wyraziły zaskoczenie jego wynikiem. Przewodniczący Stowarzyszenia Organizacji Muzułmańskich w Zurychu, Tamir Hadjipolu, podkreślił, że kampania referendalna przyczyniła się do wzrostu "islamofobii" w kraju i wzmożenia ataków na szwajcarskie meczety. Farhad Afshar, przewodniczący Koordynacji Organizacji Muzułmańskich w Szwajcarii, powiedział, że najbardziej bolesna jest symboliczna wymowa wyniku głosowania, który oznacza, że muzułmanie nie mogą czuć się akceptowani jako społeczność religijna. Współzałożyciel Organizacji na rzecz Postępowego Islamu, Elham Manea, stwierdził, że wynik referendum oznacza dla muzułmanów, że nie są oni uważani za pełnoprawnych obywateli społeczeństwa.
Wieczorem 29 listopada 2009, po ogłoszeniu wstępnych wyników referendum w Bernie i Zurychu, doszło do protestów przeciwników wprowadzenia zakazu. Na głównych placach obu miast i pod parlamentem w Bernie mieszkańcy wznieśli papierowe meczety, wykrzykując hasła "Wstyd teraz być Szwajcarem", "Wolność dla religii" i "Nieba nad Szwajcarią wystarczy dla wszystkich".

### Referendum w sprawie eksportu broni
Według oficjalnych wyników 68,2% wyborców opowiedziało się przeciw wprowadzeniu zakazu eksportu broni; 31,8% głosowało za zakazem. Frekwencja wyborcza wyniosła 52,7%.

### Referendum w sprawie podatków od paliw lotniczych
65% głosujących poparło projekt przeznaczenia podatków od paliw lotniczych na potrzeby przemysłu lotniczego; 35% było przeciwnego zdania. Frekwencja wyborcza wyniosła 49,5%.